# The Me You Love In The Dark
The Me You Love In The Dark — ограниченная серия комиксов, которую в 2021 году издавала компания Image Comics.

## Синопсис
Главным героем серии является художница Ро. Она приезжает в старый дом в небольшом поселении, устав от шума в большом городе.

### Выпуски
| № | Дата выхода     | Оценка на Comic Book Roundup    | Предполагаемый объём продаж (первый месяц) |
| - | --------------- | ------------------------------- | ------------------------------------------ |
| 1 | 4 августа 2021  | 8,6 из 10 на основе 17 рецензий | 76 714, позиция в Северной Америке — 12    |
| 2 | 8 сентября 2021 | 9,3 из 10 на основе 11 рецензий | 49 053, позиция в Северной Америке — 53    |
| 3 | 6 октября 2021  | 9,1 из 10 на основе 10 рецензий | 22 500, позиция в Северной Америке — 105   |
| 4 | 3 ноября 2021   | 9,3 из 10 на основе 5 рецензий  | н/д                                        |
| 5 | 1 декабря 2021  | 9,4 из 10 на основе 7 рецензий  | н/д                                        |

### Сборники
| Тип обложки    | Дата выхода  | Собранный материал               | Кол-во страниц | ISBN          | Предполагаемый объём продаж (первый месяц) |
| -------------- | ------------ | -------------------------------- | -------------- | ------------- | ------------------------------------------ |
| Мягкая обложка | 2 марта 2022 | The Me You Love In The Dark #1-5 | 128            | 9781534321144 | 4 524, позиция в Северной Америке — 3      |

## Отзывы
На сайте-агрегаторе рецензий Comic Book Roundup серия имеет оценку 9,1 из 10 на основе 50 отзывов. Ханна Роуз из Comic Book Resources, обозревая первый выпуск, писала, что диалоги в комиксе «хорошо сочетаются с тщательно продуманным сюжетом», а «рисунки Короны дополняют приземлённую жуткую атмосферу». Николь Драм из ComicBook.com в рецензии на дебют посчитала, что «в целом, The Me You Love In The Dark #1 — фантастическое начало». Дэвид Брук из AIPT поставил первому выпуску оценку 8,5 из 10 и похвалил художника, особенно отметив «цвет и работу с линиями». Его коллега Рори Уайлдинг дал комиксу 9 баллов из 10 и одним из плюсов назвал исследование темы одиночества и токсичных отношений. Ганнибал Табу из Bleeding Cool присвоил последнему выпуску рейтинг 8 из 10 и подчеркнул в своём вердикте, что «трагический, неизбежный финал этого ужастика, написанного Скотти Янгом, наверняка оставит ваше сердце разбитым в хорошем плане».